# André Ghem
André Ghem (* 29. Mai 1982 in Porto Alegre) ist ein ehemaliger brasilianischer Tennisspieler.

## Karriere
André Ghem spielte hauptsächlich auf der ATP Challenger Tour und der ITF Future Tour. Er gewann fünf Einzel- und zwölf Doppeltitel auf der ITF Future Tour. Auf der ATP Challenger Tour gewann er das Einzelturnier in Joinville und elf Doppelturniere. Zum 14. August 2006 schaffte er es erstmals unter die Top 200 der Weltrangliste im Einzel, seine beste Platzierung erreichte er im Juli 2015 mit Rang 118. Im Doppel kam er erstmals zum 11. Juni 2007 in die Top 100 und erreichte im Juni 2007 mit Platz 88 seine persönliche Bestmarke. Letztmals spielte er 2017 regelmäßig Turniere.

## Erfolge
| Legende (Anzahl der Siege)  |
| Grand Slam                  |
| ATP World Tour Finals       |
| ATP World Tour Masters 1000 |
| ATP World Tour 500          |
| ATP World Tour 250          |
| ATP Challenger Tour (12)    |

### Einzel

#### Turniersiege
| Nr. | Datum           | Turnier   | Belag | Finalgegner     | Ergebnis |
| --- | --------------- | --------- | ----- | --------------- | -------- |
| 1.  | 13. August 2006 | Joinville | Sand  | Bruno Echagaray | 6:1, 6:4 |

### Doppel

#### Turniersiege
| Nr. | Datum             | Turnier        | Belag     | Partner               | Finalgegner                                 | Ergebnis           |
| --- | ----------------- | -------------- | --------- | --------------------- | ------------------------------------------- | ------------------ |
| 1.  | 30. April 2006    | Mexiko-Stadt   | Hartplatz | Pierre-Ludovic Duclos | Rik De Voest Glenn Weiner                   | 6:4, 0:6, [10:3]   |
| 2.  | 13. August 2006   | Joinville      | Sand      | Alexandre Simoni      | Marcelo Melo André Sá                       | 6:4, 5:7, [10:8]   |
| 3.  | 15. Oktober 2006  | Medellín       | Sand      | Marcelo Melo          | Pablo Cuevas Horacio Zeballos               | kampflos           |
| 4.  | 12. November 2006 | Buenos Aires   | Sand      | Flávio Saretta        | Tomas Behrend Marcel Granollers             | 6:1, 6:4           |
| 5.  | 19. November 2006 | Asunción       | Sand      | Tomas Behrend         | Carlos Berlocq Martín Vassallo Argüello     | 3:6, 6:3, [10:3]   |
| 6.  | 20. Mai 2007      | Zagreb         | Sand      | Tomas Behrend         | James Auckland Jamie Delgado                | 6:2, 6:1           |
| 7.  | 10. Juni 2007     | Fürth          | Sand      | Bruno Echagaray       | Fabio Fognini Frederico Gil                 | 7:61, 4:6, [13:11] |
| 8.  | 22. Juli 2012     | Bercuit        | Sand      | Marco Trungelliti     | Facundo Bagnis Pablo Galdón                 | 6:1, 6:2           |
| 9.  | 25. Juli 2015     | Tampere        | Sand      | Tristan Lamasine      | Harri Heliövaara Patrik Niklas-Salminen     | 7:65, 7:64         |
| 10. | 24. Januar 2016   | Rio de Janeiro | Sand      | Gastão Elias          | Jonathan Eysseric Miguel Ángel Reyes Varela | 6:4, 7:62          |
| 11. | 6. August 2016    | Liberec        | Sand      | Jonathan Eysseric     | Ariel Behar Dino Marcan                     | 6:0, 6:4           |